# Modestas Bukauskas
Modestas Bukauskas (10 de febrero de 1994) es un artista marcial mixto lituano-británico que compite en la división de peso semipesado de Ultimate Fighting Championship (UFC).

## Carrera de artes marciales mixtas

### Carrera temprana
Bukauskas, 4 veces campeón de Kick boxing británico, consiguió un récord de 10-2 en la escena de las MMA del Reino Unido, luchando principalmente para la promoción Cage Warriors, donde ganó el Campeonato de Peso Pesado Ligero de Cage Warriors al noquear al 7 veces campeón nacional de lucha noruego Marthin Hamlet en el cuarto asalto en Cage Warriors 106. A continuación, defendió su título en Cage Warriors 111 contra Riccardo Nosiglia, al que noqueó con codos en la cabeza después de que Nosiglia intentara un derribo.

### Ultimate Fighting Championship
Bukauskas estaba programado para enfrentarse a Vinicius Moreira en UFC on ESPN: Kattar vs. Ige el 16 de julio de 2020. Sin embargo, Moreira dieron positivo por COVID-19 el 3 de julio y fue retirado del evento. Moreira fue sustituido por Andreas Michailidis. Ganó el combate por TKO después de que Michailidis no pudiera levantarse al final del asalto debido a una serie de codazos en el lateral de la cabeza. De este modo, Bukauskas se convirtió en el primer lituano en ganar en la UFC. Esta victoria le valió el premio a la Actuación de la Noche.
Bukauskas se enfrentó a Jimmy Crute el 18 de octubre de 2020 en UFC Fight Night: Ortega vs. The Korean Zombie. Perdió el combate por nocaut en el primer asalto.
Bukauskas se enfrentó a Michał Oleksiejczuk el 27 de marzo de 2021 en UFC 260. Perdió el combate por decisión dividida.
Bukauskas se enfrentó a Khalil Rountree Jr. el 4 de septiembre de 2021 en UFC Fight Night: Brunson vs. Till. Perdió el combate por nocaut técnico en el segundo asalto.
Bukauskas enfrentó a Tyson Pedro, reemplazando a Zhang Mingyang, el 12 de febrero de 2023, at UFC 284. Ganó la pelea por decisión unánime.
Bukauskas enfrentó a Zac Pauga el 17 de junio de 2023, en UFC on ESPN 47.

## Campeonatos y logros

### Artes marciales mixtas
- Cage Warriors
  - Campeonato de Peso Semipesado de Cage Warriors (Una vez)[3]
    - Una titular defensa exitosa
- Ultimate Fighting Championship
  - Actuación de la Noche (una vez) vs. Andreas Michailidis[7]

## Récord en artes marciales mixtas
| Resultado | Récord | Oponente            | Método                    | Evento                                        | Fecha                   | Ronda | Tiempo | Localización      | Notas                                                                       |
| --------- | ------ | ------------------- | ------------------------- | --------------------------------------------- | ----------------------- | ----- | ------ | ----------------- | --------------------------------------------------------------------------- |
| Victoria  | 15-5   | Zac Pauga           | Decisión (unánime)        | UFC on ESPN: Vettori vs. Cannonier            | 17 de junio de 2023     | 3     | 5:00   | Las Vegas, Nevada |                                                                             |
| Victoria  | 14-5   | Tyson Pedro         | Decisión (unánime)        | UFC 284                                       | 12 de febrero de 2023   | 3     | 5:00   | Perth             |                                                                             |
| Victoria  | 13-5   | Chuck Campbell      | KO (puñetazo)             | Cage Warriors 148                             | 31 de diciembre de 2022 | 4     | 0:22   | Londres           | Ganó el Campeonato Vacante de Peso Semipesao de Cage Warriors.              |
| Victoria  | 12-5   | Lee Chadwick        | Decisión (unánime)        | Cage Warriors 145                             | 4 de noviembre de 2022  | 3     | 5:00   | Londres           |                                                                             |
| Derrota   | 11-5   | Khalil Rountree Jr. | TKO (patada en la pierna) | UFC Fight Night: Brunson vs. Till             | 4 de septiembre de 2021 | 2     | 2:30   | Las Vegas, Nevada |                                                                             |
| Derrota   | 11-4   | Michał Oleksiejczuk | Decisión (dividida)       | UFC 260                                       | 27 de marzo de 2021     | 3     | 5:00   | Las Vegas, Nevada |                                                                             |
| Derrota   | 11-3   | Jimmy Crute         | KO (puñetazos)            | UFC Fight Night: Ortega vs. The Korean Zombie | 18 de octubre de 2020   | 1     | 2:01   | Abu Dhabi         |                                                                             |
| Victoria  | 11-2   | Andreas Michailidis | TKO (codazos)             | UFC on ESPN: Kattar vs. Ige                   | 16 de julio de 2020     | 1     | 5:00   | Abu Dhabi         | Actuación de la Noche.                                                      |
| Victoria  | 10-2   | Riccardo Nosiglia   | KO (codazos)              | Cage Warriors 111                             | 22 de noviembre de 2019 | 1     | 3:51   | Londres           | Defendió el Campeonato de Peso Semipesado de Cage Warriors.                 |
| Victoria  | 9-2    | Marthin Hamlet      | TKO (puñetazos)           | Cage Warriors 106: Night of Champions         | 29 de junio de 2019     | 4     | 3:56   | Londres           | Ganó el Campeonato Vacante de Peso Semipesado de Cage Warriors.             |
| Victoria  | 8-2    | Marcin Wójcik       | TKO (puñetazos)           | Cage Warriors 102                             | 2 de marzo de 2019      | 2     | 4:09   | Londres           |                                                                             |
| Victoria  | 7-2    | Dan Konecke         | TKO                       | FightStar Championship 16                     | 15 de diciembre de 2018 | 1     | 2:30   | Londres           | Ganó el Campeonato de Peso Ligero de la FSC.                                |
| Victoria  | 6-2    | Kristian Lapsley    | TKO (puñetazos)           | Cage Warriors 93                              | 28 de abril de 2018     | 1     | 2:39   | Gotemburgo        |                                                                             |
| Victoria  | 5-2    | Pelu Adetola        | Decisión (unánime)        | Cage Warriors 92: Super Saturday              | 24 de marzo de 2018     | 1     | 4:10   | Londres           |                                                                             |
| Derrota   | 4-2    | John Redmond        | TKO (puñetazos)           | Cage Warriors Fighting Championship 77        | 8 de julio de 2016      | 1     | 1:12   | Londres           | Combate de peso medio.                                                      |
| Derrota   | 4-1    | Pavel Doroftei      | TKO (puñetazos)           | Ultimate Challenge MMA 47                     | 7 de mayo de 2016       | 1     | 0:18   | Londres           | Debut en el peso semipesado. Por el Campeonato de Peso Semipesado de UCMMA. |
| Victoria  | 4-0    | Josh Huber          | TKO (puñetazos)           | Too Much Talent: Fight Night 6                | 28 de noviembre de 2015 | 1     | 4:17   | Chertsey          |                                                                             |
| Victoria  | 3-0    | Kes Mamba           | TKO (puñetazos)           | Ultimate Challenge MMA 45                     | 7 de noviembre de 2015  | 2     | 1:03   | Londres           |                                                                             |
| Victoria  | 2-0    | Nelson Lima         | TKO (puñetazos)           | Ultimate Challenge MMA 44                     | 5 de septiembre de 2015 | 2     | 2:14   | Londres           |                                                                             |
| Victoria  | 1-0    | Arvydas Juska       | Decisión (unánime)        | Ultimate Challenge MMA 43                     | 2 de mayo de 2015       | 3     | 5:00   | Londres           | Debut en el peso medio.                                                     |